# Tomografia Assiale Computerizzata (gruppo musicale)

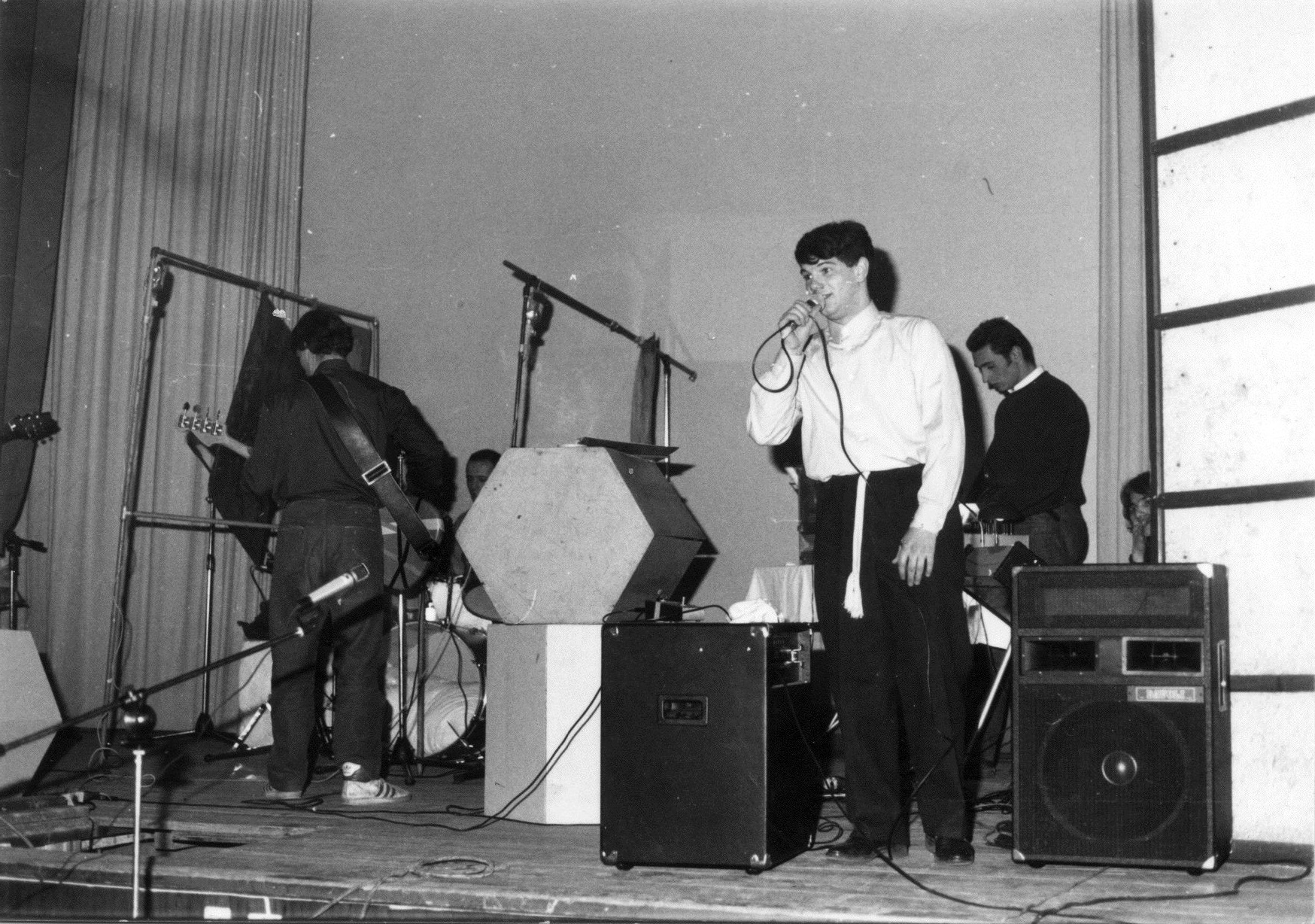
Azzali - Barbuti - Cortesi 1981

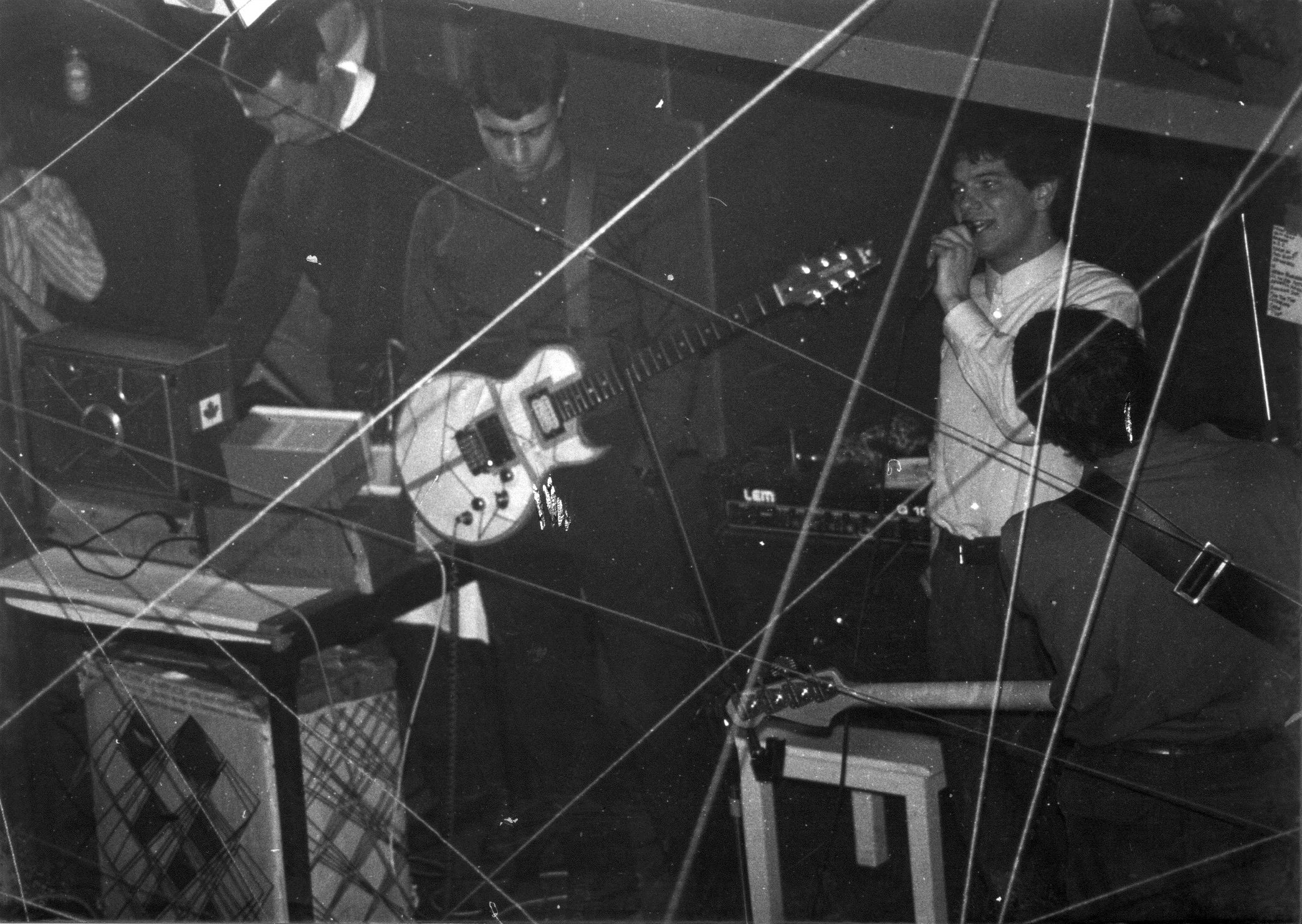
Cortesi - Balestrazzi -Barbuti -Azzali "SLEGO" 1982

Simon Balestrazzi - Polverigi 1986

Azzali - Ollari - Menozzi " Onirica" 1986

Innsbruck - "Akt "- Balestrazzi - Mascitelli - Bardini - Mora -Mattioli - Azzali 1987

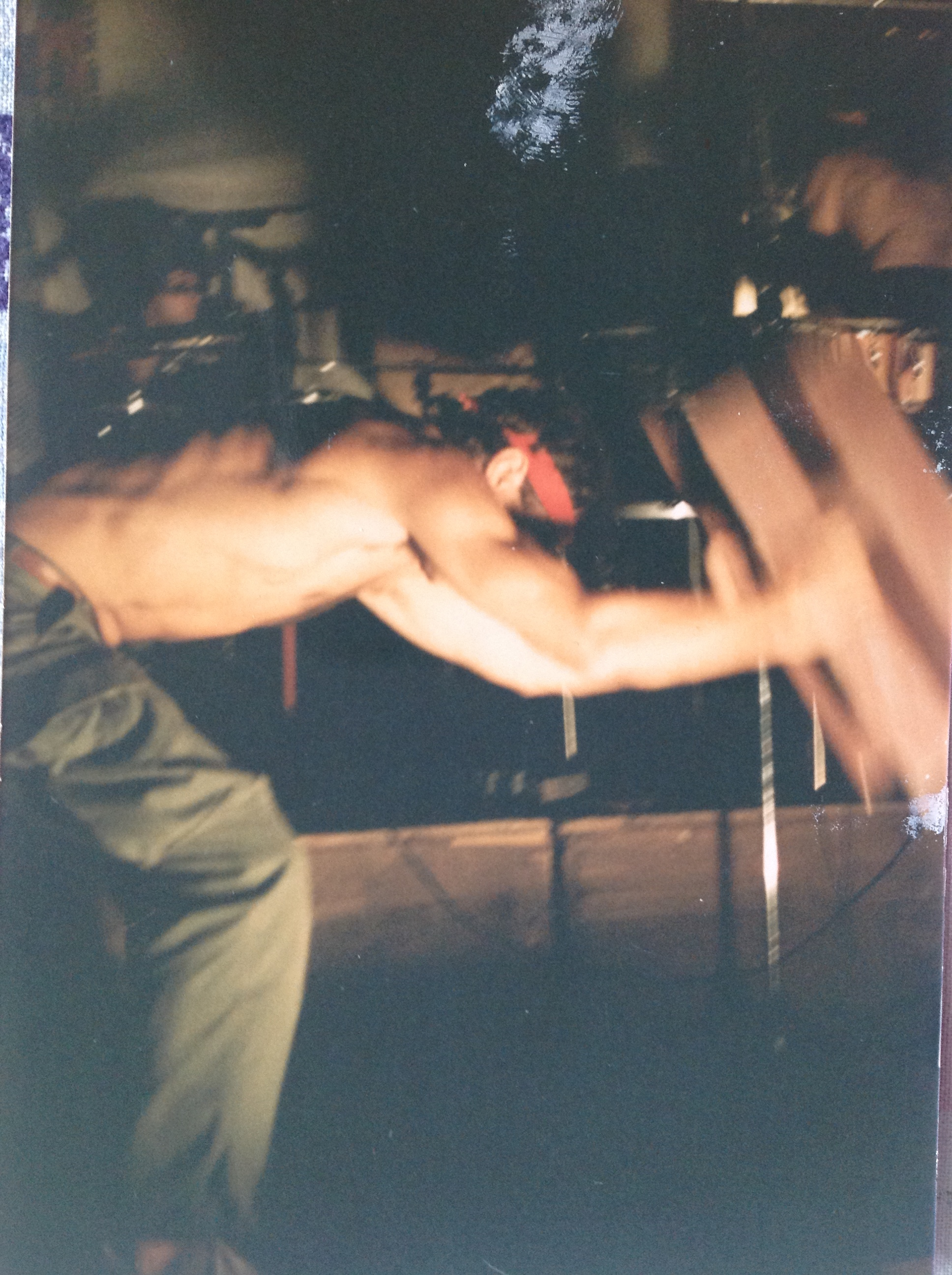
Azzali 1986

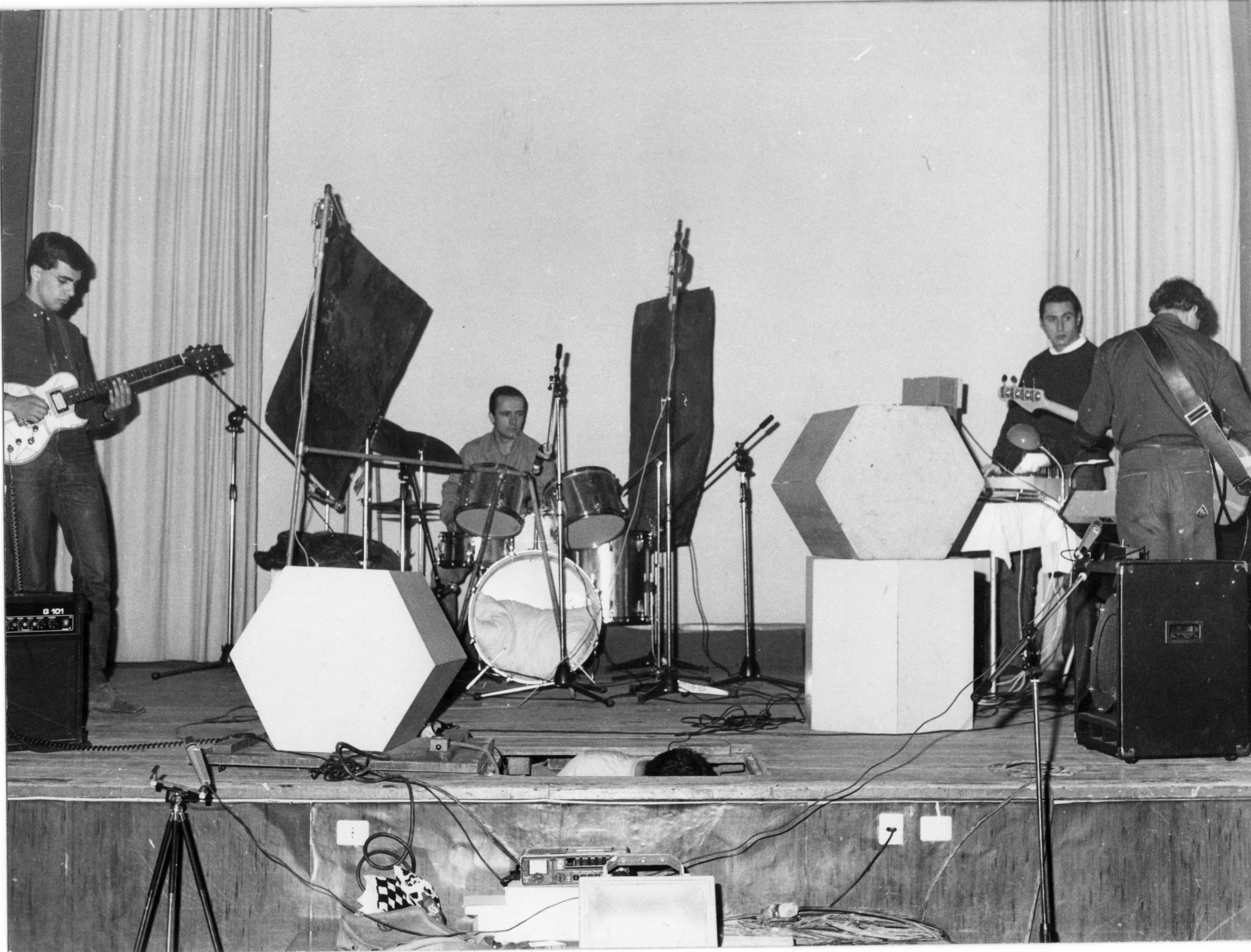
Balestrazzi - Terenziani- Cortesi - Azzali 1981

I Tomografia Assiale Computerizzata, anche conosciuti come T.A.C. o TAC, sono un gruppo di musica industriale ed elettronica italiano.

## Storia del gruppo

### Antecededenti: I Dottor Faustroll
Verso la fine degli anni '70, Andrea Azzali e Giorgio Barbuti formarono il duo di musica elettronica e declamazioni di ispirazione futurista Dottor Faustroll. Il duo, che si dichiara ispirato anche da Karlheinz Stockhausen, decide di cambiare sonorità e cardini dopo l'ascolto di "Dub Housing" dei Pere Ubu, che li porterà ad una graduale impostazione musicale di ispirazione No wave.
Azzali in questo periodo frequentava il Mistral Set, uno dei negozi di dischi della città di Parma, e fu qui che incontrò Simon Balestrazzi, contendendosi con lui l'unica copia di "The Second Annual Report" dei Throbbing Gristle. Il fortuito evento porterà poi alla fondazione dei futuri TAC.

### 1981-1985: Dalla fondazione dei TAC alla prima scissione
Fondati nel 1981 a Parma da Andrea Azzali, Simon Balestrazzi, Giorgio Barbuti, Fabio Cortesi e Giampaolo Terenziani, il gruppo inizialmente fondeva in un crossover musica sperimentale e avant rock, utilizzando nastri in loop, sintetizzatori, percussioni metalliche ai classici strumenti rock. Alessandro Bolli nel suo Dizionario dei Nomi Rock, fa un cut-up delle motivazioni date nel corso degli anni sulla scelta del nome a riviste nazionali ed estere dallo stesso Balestrazzi:

Balestrazzi - Palazzino 1986

Fin dai suoi esordi il gruppo sviluppa una predisposizione per l'autoproduzione fondando l'etichetta Azteco Records, riprendendo il nome dalle iniziali di Azzali, Terenziani e Cortesi. I primi tre LP, pubblicati con questo marchio risultano avere sonorità molto differenti tra loro, anche a causa dei continui cambi di formazione, ma fin dal primo LP appare chiara l'attitudine sperimentale, specie nel brano "Un Umido Motivo", in cui i rumori binari di un nastro da computer IBM vengono affettati e rielaborati con un'azione diretta sull'oggetto, seguendo l'attitudine tipica di compositori come Pierre Schaeffer e Pierre Henry. La prima determinante scissione avvenne durante la produzione del secondo LP dal titolo Ouvrez Vos Auditifs Canaux, che inizialmente doveva essere un doppio album che rispecchiasse le due anime della band, quello funky/no wave e quello più squisitamente sperimentale della musica concreta, ma il prevalere della linea di Balestrazzi portò all'inevitabile prima spaccatura della band, ed alla produzione di un disco che oscillava tra suono concreto ed improvvisazione libera. La scissione avvenne alla vigilia di un concerto dei TAC che doveva precedere la presentazione di "Wkhy", ultimo libro di Renato Curcio, e la conseguente fuoriuscita di Barbuti, Cortesi e Terenziani.
In seguito alla fuoriuscita di Barbuti, che anticipando sia i recitativi di Giovanni Lindo Ferretti, che i suoni gutturali di Yamataka Eye dei Boredoms, così tanto aveva caratterizzato con la sua voce le sonorità dei TAC, la band cambia definitivamente strada ed impostazione.

### 1985-1988: "Il Teatro Della Crudeltà" e "Sette Teste di Vacche"
In seguito alla scissione entrano nei TAC Antonio "Franz" Menozzi, precedentemente impegnato con i Kind Of Cthulhu, Paolo Ollari degli Zorros ed Andrea Palazzino dei Parlament Flebo, con realizzano il terzo LP dal titolo "Il Teatro Della Crudeltà", disco dominato da una ricerca sulla trivialità, fortemente dominato da percussioni riciclate e che vede le prime introduzioni di sonorità di ispirazione folk apocalittiche.
Durante il tour europeo successivo al disco, tra Azzali e Balestrazzi si genera una incrinatura che porterà gradualmente alla scissione. Va però menzionata la performance realizzata dai due TAC dal titolo "Sette Teste di Vacche", in cui i due distruggevano le teste degli animali con seghe, trapani e mazze.
Nel 1988 anche Azzali esce dai TAC, per tornare alla collaborazione con Giorgio Bardini, con cui forma prima i Razza Ventura, poi i Parts. I TAC da qui in poi furono guidati dal solo Balestrazzi.

### 1990: verso lidi folk
È del 1993 Balestrazzi e collaboratori danno alle stampe per la Cthulhu Records "A Circle Of Limbs", un disco con accenti sinfonici con sottofondi esoterici e plumbei.
Il suono evolve progressivamente verso matrici più folk, fondendo strutture seriali o semi-improvvisate ad elementi di elettronica ed antichi strumenti etnici. Lo stesso Balestrazzi definirà il sound sviluppato come cyber-folk (da un'intervista concessa a Vittore Baroni per Rumore)..
Nel 1997 esce per la Old Europa Cafe il CD "Apotropaismo" disco a metà tra sonorità acustiche e forme ritualistico-esoteriche.

## Componenti attuali
- Simon Balestrazzi
- Monica Serra
- Corrado Loi

## Componenti Passati
- Andrea Azzali
- Andrea Palazzino
- Antonio Menozzi
- Enrico Marani
- Fabio Cortesi
- Giammarco Mora
- Giampaolo Terenziani
- Giorgio Barbuti
- Giovanni Fiaschi
- Gregorio Bardini
- Massimo Pavarini
- Paola Sartori
- Paolo Ollari
- Patrizia Mattioli
- Sara Aresu

## Discografia

### Album
- 1982 - Senza Titolo (Cassetta, Anschlag Production, ristampa su CD Sometimes Records nel 2011)
- 1983 - Tomografia Assiale Computerizzata (LP, Azteco Records, ristampa su CD Officina Fonografica Italiana nel 2012)
- 1985 - Ouvrez Vos Auditifs Canaux (LP, Azteco Records, ristampa su CD Discordia nel 1996 e Officina Fonografica Italiana nel 2012)
- 1987 - Il Teatro Della Crudeltà (LP, Azteco Records)
- 1993 - A Circle Of Limbs (CD, Cthulhu Records)
- 1994 - Hypnotischer Eden (CD, Discordia)
- 1995 - La Nouvelle Art Du Deuil (CD, Discordia)
- 1997 - Apotropaismo (CD, Old Europa Cafe)
- 2002 - Waiting For The Twilight (CD, SmallVoices)
- 2003 - Twilight Rituals (CD, SmallVoices)
- 2004 - Splintered (CD, SmallVoices)
- 2013 - Chaosphere (CD, Old Europa Cafe, registrato nel 1998)
- 2017 - Symphonie Industrielle (CD, Officina Fonografica Italiana, registrato nel 1985)

### Singoli ed EP
- 1992 - Pioggia Su Carne Di Cavallo (miniCD, Neuro Habitat)
- 2003 - Open The Bloodgate (7", SmallVoices)

### Compilation
- 1984 - Ekhnatòn, Ricerca Italiana Semplice Numero Uno - con Torna La Dea Al Suo Tempio e Siamo L'Argilla (LP, Multiple Configuration, ristampa su CD Silentes Minimal Editions nel 2010)
- 1985 - Grausame Vorstellung - con Fiat Lux (Cassetta, Technological Feeling)
- 1985 - Sensationnel N. 3+4 - con Tooth (Cassetta, Illusion Prod.)
- 1986 - The World, The Flesh And The Devil - con Tre Pezzi Giapponesi (Cassetta, Déviation Culturelle)
- 1986 - Einsamkeit Als Mensch - con Triumph Des Willens e "Tohorot" (Cassetta, Technological Feeling)
- 1986 - Strength - con i brani Rainforest e "Noche En Lasha" (LP, Azteco Records)
- 1986 - Nemesis N.1 - con Atavic Resurrection, "Helios" e "Tibetan Summer Rite"' (Cassetta, Nemesis)
- 1990 - Blut Und Blüte - con Swelling Womb Of Earth (Cassetta, Sakristei)
- 1990 - Project Neue Ordnung - con La Parte Maledetta (LP, Tesco Organization)
- 1992 - Object 5 - con Il Telaio Del Tempo (CD, Ladd-Frith)
- 1993 - Comin' Down Fast! - con Pigs And Jackasses (CD, Helter Skelter records)
- 1994 - 1654 - The Cave I - con Dirty Star (CD, Hands)
- 1994 - Under The Raven's Banner - con Al Araaf (Cassetta, Ravens' Chat)
- 1995 - L'Ordre Et Le Chaos - con Sotterrate Le Vostre Armi (CD, Actus Dei)
- 1995 - Strength Through Joy, New Aeon Symbols 3 - con Reverted Pleasure (Cassetta, Abyss Records)
- 1995 - Intimations Of Immortality - vol.2 - con Die Letzte Lüge (CD, Energeia)
- 1995 - Onore Alle Arti - con The Emptiness Of The Blood (CD, Arborlon Music)
- 1996 - Palace Of Worms - con The Rising Of The Current II (CD, Palace Of Worms)
- 1997 - Conception - con Cor Leonis (CD, Ava/Live Bait)
- 1997 - The Dark Ages - con Beyond The Watchtower (CD, Arborlon Music)
- 2000 - Oktagon - The Sampler - con Accumulation 7 (CD, Oktagon)
- 2002 - Sliding Horse 1 - con Mother Maya (Twine Mix) (CD, E.N.D.E.)
- 2008 - OECD 100 - con Third From Jupiter (CD, Old Europa Cafe)